# Mimenicodes granulum
Mimenicodes granulum là một loài bọ cánh cứng trong họ Cerambycidae.